# 阮有立
阮有立（越南语：／；1824年—1886年），字懦夫（越南语：／），越南阮朝官員。

## 生平
阮有立是乂安省英山府清漳縣南金總忠勤社（今屬乂安省南壇縣南忠社忠勤村）人，明命五年（1824年）出生。嗣德三年（1850年），在庚戌科鄉試中考中舉人。嗣德十五年（1862年），考中庭試第二甲進士出身，是為該科第一名庭元。初授永祥知府。嗣德十八年（1865年），嗣德帝召見他詢問學術問題，並賞一面金磬。嗣德十九年（1866年），授山西按察使。三年後，署理工部侍郎，管制翰林院。奉勅撰寫南關紀功碑，後充如燕正使。阮有立從清朝回來後，任戶部參知，充藏書樓事務，董理典例，纂集成編。後遷兵部參知，充機密院大臣。阮有立上表請辭，未獲允准，不久病故。年五十一歲。

## 作品
阮有立著有《使程類編》、《試法則例》等書。

## 子女
- 子阮有宜，蔭綬典籍